# Jekaterina Goeseva
Jekaterina Konstantinovna Goeseva (Russisch: Екатерина Константиновна Гусева) (Moskou, 9 juli 1976) is een Russische actrice.